# Џералдина Пејџ
Џералдина Пејџ (енгл. Geraldine Page) је била америчка глумица, рођена 22. новембра 1924. у Кирксвилу (Мисури), а преминула 13. јуна 1987. године у Њујорку.